# Emperor Magus Caligula
Emperor Magus Caligula, pseudonimo di Magnus Broberg, detto Masse (Ludvika, 23 maggio 1973), è un cantante black metal svedese, conosciuto per aver fatto parte, tra il 1995 e il 2010, della Swedish Black metal band Dark Funeral.

## Carriera
È stato cantante anche in gruppi come Demonoid, God Among Insects, The Project Hate MCMXCIX e Sanctification, oltre che negli Hypocrisy. Ha fondato, prima della partecipazione ai Dark Funeral, un gruppo di nome Dominion-Caligula con il chitarrista secondario dei Dark Funeral stessi, Dominion appunto.

## Discografia

### Dark Funeral
Album in studio
- 1998 - Vobiscum Satanas
- 2000 - Teach Children to Worship Satan
- 2001 - Diabolis Interium
- 2005 - Attera Totus Sanctus
- 2009 - Angelus Exuro pro Eternus

Live
- 2004 - De Profundis Clamavi Ad Te Domine
- 2007 - Attera Orbis Terrarum - Part I
- 2008 - Attera Orbis Terrarum - Part II

### God Among Insects
- 2004 - World Wide Death
- 2006 - Zombienomicon

### Dominion-Caligula
- 2000 - A New Era Rises

### Hypocrisy
- 1992 - Penetralia
- 1993 - Pleasure of Molestation
- 1993 - Osculum Obscenum

### The Project Hate MCMXCIX
- 2003 - Hate, Dominate, Congregate, Eliminate